# Dendrosida cuatrecasasii
Dendrosida cuatrecasasii är en malvaväxtart som beskrevs av J. Fuertes. Dendrosida cuatrecasasii ingår i släktet Dendrosida och familjen malvaväxter. Inga underarter finns listade i Catalogue of Life.